# Decodon
Decodon is een geslacht van straalvinnige vissen uit de familie van lipvissen (Labridae). Het geslacht is voor het eerst wetenschappelijk beschreven in 1861 door Guenther.

## Soorten
De volgende soorten zijn bij het geslacht ingedeeld:
- Decodon grandisquamis (Smith, 1968)
- Decodon melasma  Gomon, 1974
- Decodon pacificus (Kamohara, 1952)
- Decodon puellaris (Poey, 1860)